# Rumah Panggung Betawi

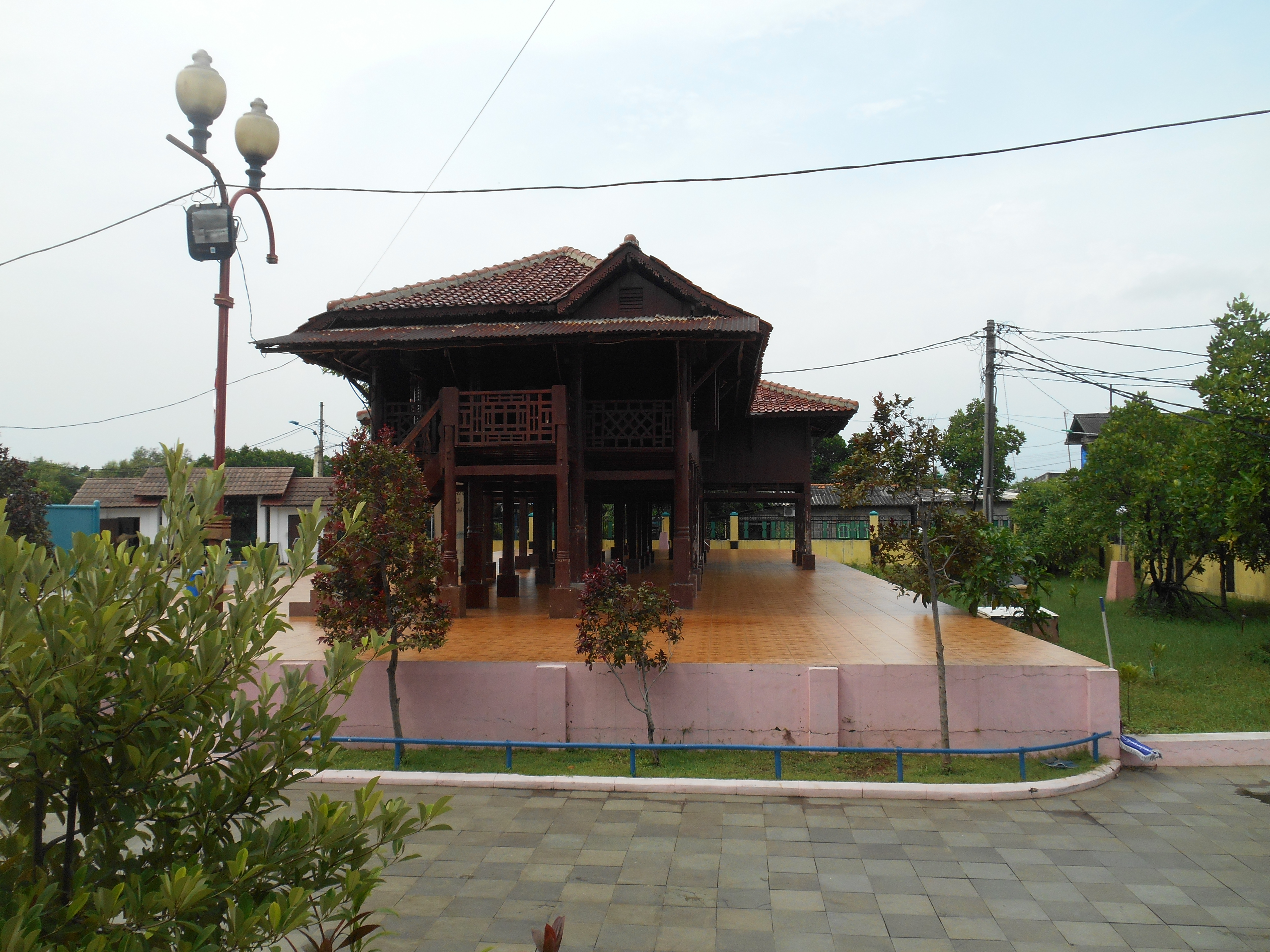
Vooraanzicht van Rumah si Pitung of vaak Rumah Tinggi genoemd in Marunda, Noord-Jakarta. Rumah Si Pitung is een typisch traditioneel Betawi huis op palen in het kustgebied van Jakarta

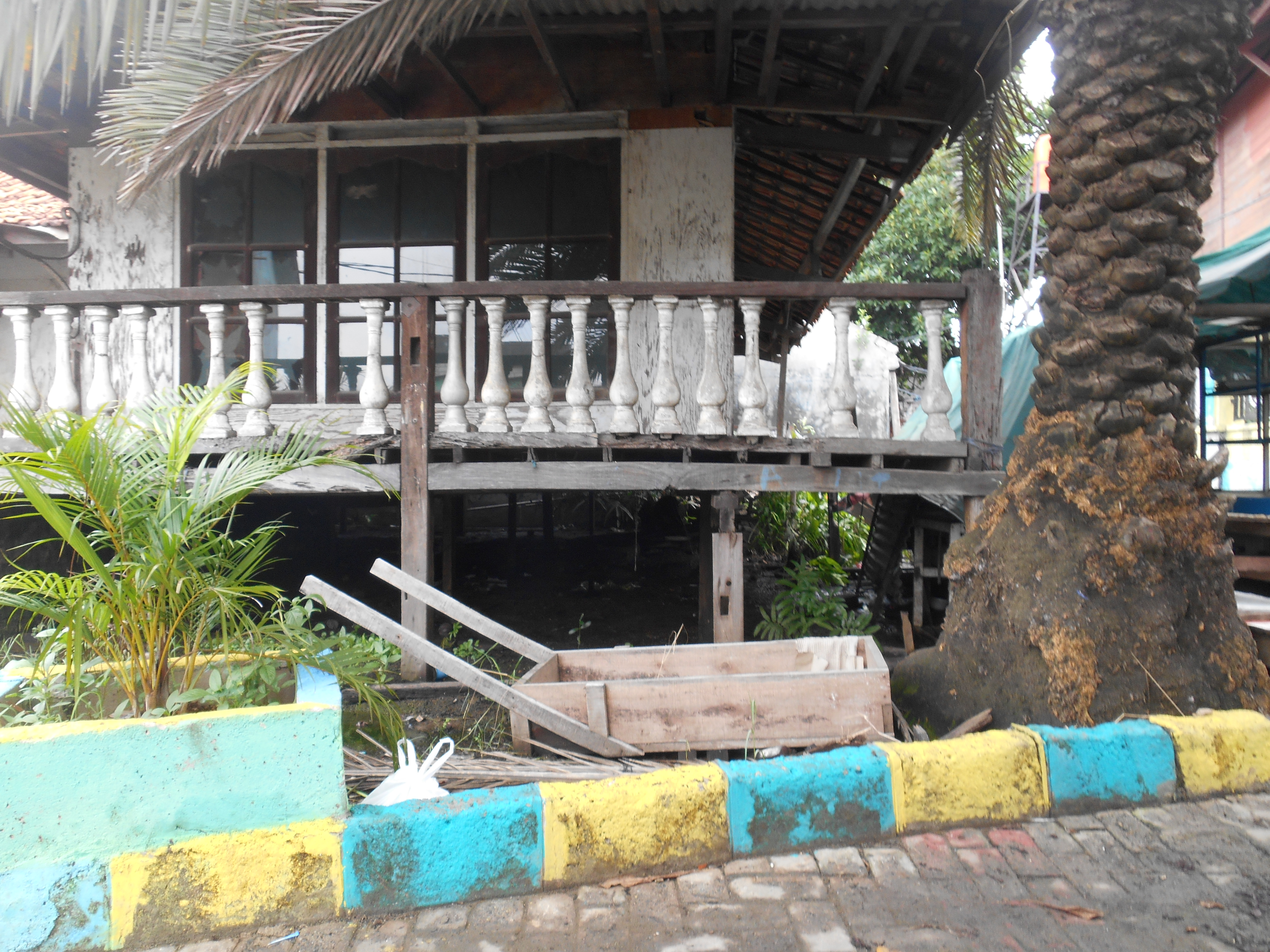
Rumah Panggung Betawi in Marunda Pulo Village Noord-Jakarta, een van de overgebleven Betawi Pesisir huizen. Het gebouw wordt niet onderhouden omdat de bewoners het hebben verlaten

Rumah Panggung Betawi is een type traditioneel huis van de Betawi waarvan de vloer met houten palen van de grond wordt opgetild. Dit huis verschilt van het rumah darat Betawi dat aan de grond vastzit. Betawi paalwoningen worden in kustgebieden gebouwd om overstromingen of getijden op te vangen. Huizen op palen die aan de rivier staan, zoals in Bekasi, worden niet alleen gebouwd om overstromingen te voorkomen, maar ook voor de veiligheid tegen wilde dieren.
Betawi-huizen hebben over het algemeen geen kenmerkende bouwvorm. Daarnaast hebben Betawi huizen ook geen standaard regels voor het bepalen van richtingen. Toch hebben Betawi paalwoningen kenmerken in de vorm van details en terminologie. Een daarvan is de trap voor een Betawi paalwoning die balaksuji wordt genoemd. Men gelooft dat balaksuji ongeluk afweert; voordat je het huis binnengaat via balaksuji' moet je eerst je voeten wassen als symbool van zelfreiniging.
Materialen voor het bouwen van Betawi paalwoningen worden uit de omgeving gehaald, zoals sawohout, jackfruithout, bamboe, luithout, cempakahout, juk en riet. Er kunnen ook andere houtsoorten worden gebruikt, zoals teakhout om palen van te maken. Bij het bouwen van een huis geloven de Betawi dat er verschillende taboes en regels zijn die gevolgd moeten worden om calamiteiten te voorkomen. Het huis moet bijvoorbeeld links van het huis van de ouders of schoonouders worden gebouwd. Er is ook een verbod om het dak van het huis te maken van materialen die aarde-elementen bevatten. Het Betawi paalwoning zelf is beïnvloed door verschillende culturen, van Javaanse, Sundanese, Maleiers, tot Chinezen en Arabieren, en Nederland.

### Boeken
- Anom, I.G.N (1996). Hasil pemugaran Dan temuan benda cagar budaya Pembangunan Jangka Panjang Pertama (PJP I). Departemen Pendidikan dan Kebudayaan, Jakarta.
- Departemen Kebudayaan dan Pariwisata Republik Indonesia (2002). Arsitektur Tradisional Betawi, Sumbawa, Palembang, Minahasa, dan Dani. Seksi Publikasi Subdit Dokumentasi dan Publikasi Direktorat Tradisi dan Kepercayaan Deputi Bidang Pelestarian dan Pengembangan Budaya Badan Pengembangan Kebudayaan dan Pariwisata, Jakarta.
- Idik, Mutholib, Attahiyat, Chandrian, Fachruddin, Sugiyo, Nasir, Djaelani (1986). Dapur dan Alat-Alat Memasak Tradisional Provinsi Daerah Khusus Ibukota Jakarta. Departemen Pendidikan dan Kebudayaan, Direktorat Jendral Kebudayaan Direktorat Sejarah dan Nilai Tradisional Proyek Inventarisasi dan Dokumentasi Budaya Daerah, Jakarta.
- Ekspedisi Ciliwung Laporan Jurnalistik Kompas. Mata Air, Air Mata. PT. Kompas Media Nusantara, Jakarta (2009). ISBN 978-979-709-425-6.
- Lohanda, Mona (1995). Sunda Kelapa Sebagai Bandar Jalur Sutra: Kumpulan Makalah Diskusi. Departemen Pendidikan dan Kebudayaan Direktorat Jenderal Kebudayaan Direktorat Sejarah Dan Nilai Tradisional Proyek Inventarisasi Dan Dokumentasi Sejarah Nasional, Jakarta, 100–113.
- Lubis, Ridwan (2017). Agama dan Perdamaian: Landasan, Tujuan, dan Realitas Kehidupan Beragam di Indonesia. PT. Gramedia Pustaka Utama, Jakarta. ISBN 978-602-03-6100-0.
- Majid, M. Dien (1995). Sunda Kelapa Sebagai Bandar Jalur Sutra: Kumpulan Makalah Diskusi. Departemen Pendidikan dan Kebudayaan Direktorat Jenderal Kebudayaan Direktorat Sejarah Dan Nilai Tradisional Proyek Inventarisasi Dan Dokumentasi Sejarah Nasional, Jakarta, p. 92-78.
- Mustika, Arniz (2008). Adopsi Budaya Pada Arsitektur Betawi. PT. Cipta Sastra Salura, Bandung. ISBN 978-979-17433-2-7.
- Napitupulu, S.P., Manurung, Jintar, Ginting, Mardyan, Badirin, Muh., Sitomorang, O. (1997). Arsltektur Tradisional Daerah Sumatera Utara. Departemen Pendidikan Dan Kebudayaan RI, Jakarta. Gearchiveerd op 6 augustus 2021.
- Ruchiat, Rachmat, Wibisono, Singgih, Syamsudin, Rachmat (2003). Ikhtisar Kesenian Betawi, 2. Dinas Kebudayaan dan Permuseuman Propinsi DKI Jakarta, Jakarta. ISBN 979-95292-2-0.
- Saelan, Maulwi (2008). Kesaksian Wakil Komandan Tjakrabirawa: Dari Revolusi 45 Sampai Kudeta 66. Visimedia, Jakarta.
- Saidi, Ridwan (2002). Jakarta dari Majakatera Hingga VOC. Yayasan Renaissance, Jakarta. ISBN 978-602-5133-53-4.
- Sardjono, Agung Budi (2006). Aneka Desain Rumah Bertingkat. Griya Kreasi, Jakarta. ISBN 978-979-2636-10-9.
- Suswandari (2017). Kearifan Lokal Etnik Betawi. Pustaka Pelajar, Yogyakarta. ISBN 978-602-2297-53-6.
- Swadarma, Doni (2014). Rumah Etnik Betawi. Griya Kreasi, Jakarta. ISBN 978-979-6612-12-3.
- Tanjung, Anita Chairul (2018). Pesona Indonesia. Gramedia Pustaka Utama, Jakarta. ISBN 978-602-0619-16-3.

### Tijdschrift
- Alamsyah P., Suwardi (2009). Arsitektur Tradisional Rumah Betawi. Patanjala 1 (1) (Prodi Desain Interior, Fakultas Seni Rupa dan Desain, Universitas Tarumanagara). DOI: 10.30959/patanjala.v1i1.225.  Gearchiveerd van origineel op 27 september 2023. Geraadpleegd op 2 december 2024.
- Anggraeni, Dewi, Hakam, Ahmad, Mardhiah, Izzatul, Lubis, Zulkifli (2019). Membangun Peradaban Bangsa Melalui Religiusitas Berbasis Budaya Lokal (Analisis Tradisi Palang Pintu Pada Budaya Betawi). Jurnal Studi Al-Qur'an Membangun Tradisi Berfikir Qur'ani 15 (1). DOI: 10.21009/JSQ.015.1.05.
- Hasan, Raziq, Prabowo, Hendro (2002). Perubahan Bentuk dan Fungsi Arsitektur Tradisional Bugis di Kawasan Pesisir Kamal Muara, Jakarta Utara. Mezanin (Department of Architecture Gunadarma University).
- Leo, Fenny, Tanmin, Joelene, Frendy,, Ika, Augustin (2019). Analisis Ornamen Budaya Betawi pada Elemen Desain Interior. Studi Kasus: Restoran Kafe Betawi di Mal Central Park Kota Jakarta Barat. Mezanin 1 (1) (Prodi Desain Interior, Fakultas Seni Rupa dan Desain, Universitas Tarumanagara). [dode link]
- Moechtar, Muhammad Syaiful, Sarwadana, Sang Made, Semarajaya, Cokorda Gede Alit (2012). Identifikasi Pola Permukiman Tradisional Kampung Budaya Betawi Setu Babakan, Kelurahan Srengseng Sawah, Kecamatan Jagakarsa, Kota Administrasi Jakarta Selatan, Provinsi DKI Jakarta. E-Jurnal Agroekoteknologi Tropika 1 (2). ISSN: 2301-6515.
- Nur, Desiana (2016). Analisis Filsafat Seni Filosofi Rumah Tradisional Masyarakat Bekasi Atau Melayu Betawi Sebagai Artefak Seni Yang Dihasilkan Oleh Pola Pikir Adat Dan Budaya Masyarakatnya. Jurnal Teknologi 5 (2). ISSN: 2088-3315.
- Salim, Polniwati (2015). Memaknai Arsitektur dan Ragam Hias pada Rumah Khas Betawi di Jakarta Sebagai Upaya Pelestarian Budaya Bangsa. Humaniora: Language, People, Art, and Communication Studies 6 (3): 395–402. ISSN: 2087-1236. DOI: 10.21512/humaniora.v6i3.3365. }
- Wijayanti, Gresceila, Chintya, Resya, Nurhasanah, (2019). Penerapan Balaksuji dan Langkan pada Rumah Tradisional Betawi di Kampung Betawi, Jakarta Selatan. Mezanin 1 (1) (Universitas Tarumanagara Fakultas Seni Rupa Dan Desain).

### Overig
- Habitat for Humanity Indonesia, Rumah Tipe Panggung. habitatindonesia (2016). Gearchiveerd op 30 april 2019. Geraadpleegd op 30 april 2019.